# Liste der Monuments historiques in Montreuil-sur-Loir
Die Liste der Monuments historiques in Montreuil-sur-Loir führt die Monuments historiques in der französischen Gemeinde Montreuil-sur-Loir auf.

## Liste der Bauwerke
| Bezeichnung | Beschreibung                                      | Standort | Kennzeichnung | Schutzstatus | Datum | Bild           |
| ----------- | ------------------------------------------------- | -------- | ------------- | ------------ | ----- | -------------- |
| Schloss     | Erbaut in der zweiten Hälfte des 19. Jahrhunderts | (Lage)   | PA49000098    | Inscrit      | 2018  | weitere Bilder |

## Liste der Objekte
- Monuments historiques (Objekte) in Montreuil-sur-Loir in der Base Palissy des französischen Kultusministeriums